# Gémages
Gémages és un municipi francès situat al departament de l'Orne i a la regió de Normandia. L'any 2007 tenia 114 habitants.

## Demografia

### Població
El 2007 la població de fet de Gémages era de 114 persones. Hi havia 52 famílies de les quals 12 eren unipersonals (8 homes vivint sols i 4 dones vivint soles), 28 parelles sense fills i 12 parelles amb fills.
La població ha evolucionat segons el següent gràfic:
Habitants censats

### Habitatges
El 2007 hi havia 90 habitatges, 50 eren l'habitatge principal de la família, 37 eren segones residències i 3 estaven desocupats. 86 eren cases i 1 era un apartament. Dels 50 habitatges principals, 45 estaven ocupats pels seus propietaris, 4 estaven llogats i ocupats pels llogaters i 1 estava cedit a títol gratuït; 1 tenia una cambra, 2 en tenien dues, 7 en tenien tres, 14 en tenien quatre i 26 en tenien cinc o més. 42 habitatges disposaven pel capbaix d'una plaça de pàrquing. A 17 habitatges hi havia un automòbil i a 30 n'hi havia dos o més.

### Piràmide de població
La piràmide de població per edats i sexe el 2009 era:
| Homes | Edats   | Dones |
| ----- | ------- | ----- |
| 0     | 95 o +  | 4     |
| 0     | 90 a 94 | 0     |
| 4     | 85 a 89 | 0     |
| 0     | 80 a 84 | 0     |
| 8     | 75 a 79 | 8     |
| 8     | 70 a 74 | 0     |
| 0     | 65 a 69 | 4     |
| 0     | 60 a 64 | 0     |
| 4     | 55 a 59 | 4     |
| 0     | 50 a 54 | 0     |
| 4     | 45 a 49 | 4     |
| 4     | 40 a 44 | 4     |
| 4     | 35 a 39 | 4     |
| 0     | 30 a 34 | 0     |
| 4     | 25 a 29 | 4     |
| 0     | 20 a 24 | 0     |
| 4     | 15 a 19 | 8     |
| 4     | 10 a 14 | 4     |
| 0     | 5 a 9   | 4     |
| 4     | 0 a 4   | 0     |

## Economia
El 2007 la població en edat de treballar era de 74 persones, 51 eren actives i 23 eren inactives. De les 51 persones actives 46 estaven ocupades (25 homes i 21 dones) i 5 estaven aturades (2 homes i 3 dones). De les 23 persones inactives 12 estaven jubilades, 3 estaven estudiant i 8 estaven classificades com a «altres inactius».
Activitats econòmiques
Dels 5 establiments que hi havia el 2007, 3 eren d'empreses de construcció, 1 d'una empresa d'informació i comunicació i 1 d'una empresa classificada com a «altres activitats de serveis».
Els 2 serveis als particulars que hi havia el 2009 eren paletes.
L'any 2000 a Gémages hi havia 8 explotacions agrícoles que ocupaven un total de 220 hectàrees.

## Poblacions més properes
El següent diagrama mostra les poblacions més properes.